# Attenti ai ragazzi
Attenti ai ragazzi (Who's Watching the Kids?) è una serie televisiva statunitense in 11 episodi trasmessi per la prima volta nel corso di una sola stagione nel 1978. Fu lanciata con un episodio pilota intitolato Legs sulla NBC il 19 maggio 1978 per poi partire regolarmente il 22 settembre 1978 con il primo episodio.
È una sitcom incentrata sulle vicende di due ballerine di Las Vegas che condividono la loro vita insieme, ciascuno con un fratello più giovane al seguito: la bella bionda Stacy Turner (Caren Kaye) e la bruna e sensuale Angie Vitola (Lynda Goodfriend).
Le due amiche sognano di diventare le star del locale dove lavorano, il Club Sand Pile. Il club può essere di terz'ordine, ma è il trampolino di lancio perfetto per le aspirazioni alla carriera delle ragazze. Stacy e Angie condividono un appartamento, ed entrambe hanno la custodia dei loro fratelli minori. A vivere con loro ci sono il fratello quindicenne di Angie, Frankie (Scott Baio) e la sorellina di Stacy, Melissa, (Tammy Lauren) di nove anni. Frankie e Melissa sono turbolenti e materialisti, e si mettono sempre nei guai; amano architettare piani che gli permetterebbero di avere accesso a tutto quello che la città può offrire, inclusa, per Frankie (che si è soprannominato “la volpe”), la possibilità più concreta di passare del tempo con le altre bellissime donne che si esibiscono al Club Sand Pile.
Stacy e Angie devono dividere il loro tempo tra le loro carriere e tenere i ragazzi sulla retta via, ma è sempre una sfida. Per rendere più facile la loro situazione, si servono dell'aiuto del vicino di casa, l'aspirante giornalista Larry Parnell (Larry Breeding) per sorvegliare i ragazzi mentre loro sono fuori ad esibirsi. Larry si ritrova ad alternarsi tra il ruolo dell'amico di famiglia e del nemico, dal momento che deve inseguire Frankie e Melissa nel bel mezzo dei loro pasticci. Ai due piace avere Larry con loro, ma non sono frenati da niente. Larry spera di diventare un giorno uno scrittore/reporter di successo, ma nel frattempo si deve accontentare di dare notizie sui giardini e sul tempo alla stazione TV locale KVGS. L'amico di Larry, principale cameraman di KVGS, il maldestro Bert Gunkel (James Belushi), vive nello stesso palazzo e spesso aiuta Larry a tenere d'occhio Frankie e Melissa.
Nel cast ci sono anche Mitzi Logan (Marcia Lewis), la tarchiata presentatrice e proprietaria del Club Sand Pile, che oltre ad aiutare Angie e Stacy ad assicurarsi la loro grande opportunità, è anche la loro padrona di casa. Memphis O'Hara (Lorrie Mahaffey) è una cantante del club, ed è il più evidente oggetto del desiderio di Frankie, nonostante Frankie tenti anche di diventare amico di Venus (Shirley Kirkes) e di Bridget (Elaine Bolton), due altre ballerine del club colleghe stredde di Angie e Stacy.

## Personaggi e interpreti
- Stacy Turner (11 episodi, 1978-1979), interpretata da	Caren Kaye.
- Mitzi Logan (11 episodi, 1978-1979), interpretata da	Marcia Lewis.
- Frankie The Fox Vitola (11 episodi, 1978-1979), interpretato da	Scott Baio.
- Angie Vitola (11 episodi, 1978-1979), interpretata da	Lynda Goodfriend.
- Melissa Turner (11 episodi, 1978-1979), interpretato da	Tammy Lauren.
- Bert Gunkel (11 episodi, 1978-1979), interpretato da	James Belushi.
- Larry Parnell (11 episodi, 1978-1979), interpretato da	Larry Breeding.
- Memphis O'Hara (3 episodi, 1978), interpretata da	Lorrie Mahaffey.
- Bridget (2 episodi, 1978), interpretata da	Elaine Bolton.
- Bubba (2 episodi, 1978), interpretato da	Ed Cree.
- Venus (2 episodi, 1978), interpretato da	Shirley Kirkes.

## Produzione
La serie fu prodotta da Paramount Television.  Le musiche furono composte da Charles Bernstein.

### Registi
Tra i registi della serie sono accreditati:
- John Thomas Lenox in 5 episodi (1978-1979)
- Ray DeVally Jr. in 2 episodi (1978)

## Distribuzione
La serie fu trasmessa negli Stati Uniti dal 19 maggio 1978 (pilot) e dal 22 settembre 1978 (1º episodio) al 15 dicembre 1978 sulla rete televisiva NBC. In Italia è stata trasmessa su RaiUno con il titolo Attenti ai ragazzi.

## Episodi
| Stagione       | Episodi | Prima TV USA |
| -------------- | ------- | ------------ |
| Prima stagione | 11      | 1978         |